# Szuhrat Sadijew
Szuhrat Samarowicz Sadijew (tadż. Шӯҳрат Самарович Саъдиев; ur. 8 listopada 1954 w Duszanbe) – tadżycki historyk oraz wikipedysta.

## Życiorys
W 1977 roku ukończył studia na Wydziale Historycznym Tadżyckiego Uniwersytetu Państwowego im. Lenina. W latach 1977–1996 pracował w Instytucie Sztuki im. Mirzo Tursunzoda. W latach 1986–1989 studiował w aspiranturze Tadżyckiego Uniwersytetu Państwowego, gdzie obronił pracę kandydacką. Od 1996 do 2002 roku wykładał na Tadżyckim Państwowym Uniwersytecie Medycznym imienia Awicenny. W latach 2003—2009 kierował zakładem Nauki i Stosunków Międzynarodowych w Instytucie Przedsiębiorstwa. Od 2014 jest docentem Słowiańskiego Uniwersytetu Tadżycko-Rosyjskiego.

## Wybrane publikacje
- Таджикистан: путь к миру и согласию. – Д., 2002 (ros.)
- Важные страницы из истории таджикского народа. – Д., 2008, 2010 (ros.)
- Курс лекций по истории таджикского народа. – Д., 2012 (ros.)